# Josep Borràs i de Bofarull
Josep Borràs i de Bofarull (Reus, 1 de desembre de 1784 - Manila, 1845) va ser comerciant i cònsol dels Estats Units a Barcelona.
Era el tercer fill d'una família reusenca distingida. El més gran, Francesc de Paula Borràs, va ser un dels comerciants més importants de Reus en la seva època, casat amb Gertrudis Compte, filla de l'impressor Rafael Compte, i amic de Jaume Ardèvol, va ser detingut el 1814 pels filipistes. El segon, Bonaventura Borràs, professà de monjo a Poblet. Josep, de caràcter despreocupat i lleuger, va contraure matrimoni en contra de la voluntat de la família, i va haver de marxar cap a Montevideo, on va dedicar-se al comerç del vi. Retorna a Reus el 1812, on va prendre partit pels liberals constitucionalistes. El 1814 perseguit per la policia com el seu germà gran, va poder agafar d'incògnit un bergantí al port de Salou i s'exilià a Belfast. Allà muntà una llibreria i una casa vinícola. Aprengué l'anglès tot ensenyant espanyol i va publicar en aquella ciutat una gramàtica de la llengua castellana i uns Spanish exercices, que li donaren prestigi com a professor de llengües. Ensenyava italià, francès i portuguès, a més de castellà. El 1829, fracassat el negoci de vins, va decidir marxar cap a Montevideo, on encara hi havia el seu germà, però canvià d'opinió i es dirigí als Estats Units i s'instal·la a Filadèlfia cap al 1830. Allà es casà amb una nord-americana, adquirint una bona posició. Un dels seus nets va ser el filòsof i escriptor George Santayana, nascut amb el nom de Jorge Agustín Nicolás Ruiz de Santayana y Borrás. El 1835 tornà a Catalunya i fou cònsol dels Estats Units a Barcelona. Publicà també el 1836 un Diccionario citador de máximas, proverbios, frases y sentencias, escogidas de los autores clásicos latinos, franceses, ingleses é italianos. No es coneixen detalls dels últims anys de la seva vida, però va morir a Manila el 1845. Batista i Roca remarca que era cosí de Pròsper de Bofarull.